# Gli invincibili dieci gladiatori
Gli invincibili dieci gladiatori è un film del 1964 diretto da Nick Nostro.
È il seguito di Il trionfo dei dieci gladiatori, a sua volta seguito di I dieci gladiatori. È stato distribuito anche col titolo Spartacus e gli invincibili dieci gladiatori.